# Blepharella imitator
Blepharella imitator là một loài ruồi trong họ Tachinidae.